# Elisa Leonida Zamfirescu
Pour les articles homonymes, voir Zamfirescu.
Elisa Leonida Zamfirescu, née Elisa Leonida le 10 novembre 1887 à Galați et morte le 25 novembre 1973 à Bucarest, est une ingénieure chimiste, une chercheuse, une enseignante et une militante pacifiste roumaine.
C'est la première femme ingénieure diplômée en Roumanie, et la première femme acceptée dans l'Association générale des ingénieurs de Roumanie (ro) (AGIR).

## Biographie
Elisa Leonida a dix frères et sœurs, dont certains se feront connaitre dans les domaines de l'ingénierie, de la sculpture, du cinéma et de la médecine : son frère Dimitrie Leonida fonde en 1909 à Bucarest le musée roumain des techniques qui porte son nom, le « Muzeul Tehnic Dimitrie Leonida » ; son frère Gheorghe Leonida est le sculpteur qui a réalisé la tête de la statue du Christ Rédempteur à Rio de Janeiro.
Après son baccalauréat, elle souhaite étudier à l'École nationale des ponts et chaussées (actuelle École polytechnique de Bucarest), mais elle est refusée parce qu'elle est une femme. En 1909, elle s'inscrit à l'École technique royale de Charlottenbourg (actuelle Université technique de Berlin), en construction de machines, non sans être informée par le doyen Hoffman que les femmes ont d'autres vocations.
Lorsqu'elle obtient son diplôme en 1912, elle devient une des premières femmes ingénieures diplômées en Europe. Elle décline une offre d'emploi chez BASF et se bat pour obtenir un poste de directrice de laboratoire à l'Institut géologique de Roumanie (ro).
Pendant la Première Guerre mondiale, elle travaille pour la Croix-Rouge comme gestionnaire des hôpitaux du secteur de Mărășești.
En 1918, elle épouse l'ingénieur Constantin Zamfirescu et en a deux enfants.
En tant qu'ingénieure chimiste, elle travaille dans la recherche sur les ressources minérales roumaines. Elle mène de vastes études sur le terrain, en particulier sur l'exploitation de nouvelles ressources énergétiques de charbon, de schiste bitumineux et de gaz, ainsi que de chrome, de bauxite et de cuivre. Ses publications comprennent le dosage du germanium dans le charbon et les minerais, la terre décolorante, les additifs pour huiles minérales, les résines acryliques et la composition chimique du pétrole dans les gisements roumains.
En tant que présidente du comité de la paix de son institut, elle participe au comité du désarmement de Lancaster House à Londres.

## Publications scientifiques
- 1931 : Contribuţiuni la studiul bauxitelor din România
- 1939 : Studiul chimic al cromitelor din Munţii Orşovei

## Hommages
Depuis 1993, une rue du premier arrondissement de Bucarest porte son nom.
Depuis 1997, un prix nommé « Premiul Elisa Leonida-Zamfirescu » est attribué par l'organisation des femmes roumaines aux femmes distinguées par leur travail en science et en technologie.
En 2018, pour son 131e anniversaire de naissance, le moteur de recherche Google lui consacre un doodle.